# Zacorus
Zacorus is een geslacht van vlinders van de familie sikkelmotten (Oecophoridae), uit de onderfamilie Oecophorinae.

## Soorten
- Z. aparthena (Meyrick, 1884)
- Z. cara Butler, 1882
- Z. cathara (Turner, 1914)
- Z. leucophara Turner, 1914
- Z. pura (Meyrick, 1884)